# فيروزي (بيدك)
فيروزي (بالفارسية: فیروزی) هي قرية تقع في إيران في البلدة المركزية. يقدر عدد سكانها بـ 299 نسمة بحسب إحصاء 2016.